# Jaciment arqueològic del camí del Forn Teuler
El Camí del Forn Teuler es un jaciment arqueològic troba al municipi de Pontons (l'Alt Penedès), inclòs a l'Inventari del Patrimoni Arqueològic i Paleontològic de Catalunya.
Es tracta de un taller de sílex de l'Epipaleolític. Es troba al vessant dret de la riera de Pontons en un terreny erm. El seu descobriment es va produir en la dècada de 1970, quan J. Mestres i Mercades va a trobar uns elements d'indústria lítica a la zona.

## Troballes
Entre la indústria lítica trobada cal destacar:
- 12 microburins
- 2 denticulats
- 1 rascadora de taló cortical
- 1 nucli molt esgotat
- 5 Fragments
- 2 Ascles